# Raven Klaasen
Raven Klaasen (* 16. Oktober 1982 in King William’s Town) ist ein ehemaliger südafrikanischer Tennisspieler, der vor allem im Doppel aktiv war.

## Karriere
Klaasen gewann neun Doppeltitel auf der Challenger Tour. In den Jahren 2011 und 2012 gewann er drei davon mit seinem Partner John Paul Fruttero, mit der er außerdem in diesem Zeitraum in fünf weiteren Finals stand. Im Jahr 2013 gewann er mit Partner Johan Brunström seine ersten beiden Doppeltitel auf der ATP World Tour, dem er drei weitere Titel mit seinem neuen Partner Eric Butorac folgen ließ. Mit diesem überraschte er bei den Australian Open 2014, als die beiden auf dem Weg ins Finale unter anderem die an Position eins gesetzten Favoriten Bob und Mike Bryan besiegten. Im Endspiel unterlagen sie Robert Lindstedt und Łukasz Kubot mit 3:6 und 3:6.
Klaasen war von 2009 bis 2023 Mitglied des südafrikanischen Davis-Cup-Teams. In 23 Begegnungen gewann er 13 seiner 20 Doppelpartien, außerdem bestritt er vier Einzel, von denen er drei gewann.

## Erfolge
| Legende (Anzahl der Siege)      |
| Grand Slam                      |
| ATP World Tour Finals           |
| ATP World Tour Masters 1000 (2) |
| ATP World Tour 500 (6)          |
| ATP World Tour 250 (11)         |
| ATP Challenger Tour (11)        |

| ATP-Titel nach Belag |
| Hartplatz (15)       |
| Sand (1)             |
| Rasen (3)            |

### Doppel

#### Turniersiege

##### ATP World Tour
| Nr. | Datum              | Turnier              | Belag         | Partner           | Finalgegner                                  | Ergebnis          |
| --- | ------------------ | -------------------- | ------------- | ----------------- | -------------------------------------------- | ----------------- |
| 1.  | 25. Mai 2013       | Nizza                | Sand          | Johan Brunström   | Juan Sebastián Cabal Robert Farah            | 6:3, 6:2          |
| 2.  | 22. September 2013 | Metz                 | Hartplatz (i) | Johan Brunström   | Nicolas Mahut Jo-Wilfried Tsonga             | 6:4, 7:65         |
| 3.  | 29. September 2013 | Kuala Lumpur         | Hartplatz     | Eric Butorac      | Pablo Cuevas Horacio Zeballos                | 6:2, 6:4          |
| 4.  | 16. Februar 2014   | Memphis              | Hartplatz (i) | Eric Butorac      | Bob Bryan Mike Bryan                         | 6:4, 6:4          |
| 5.  | 19. Oktober 2014   | Stockholm            | Hartplatz (i) | Eric Butorac      | Treat Huey Jack Sock                         | 6:4, 6:3          |
| 6.  | 17. Januar 2015    | Auckland             | Hartplatz     | Leander Paes      | Dominic Inglot Florin Mergea                 | 7:61, 6:4         |
| 7.  | 21. Juni 2015      | Halle (1)            | Rasen         | Rajeev Ram        | Rohan Bopanna Florin Mergea                  | 7:65, 6:2         |
| 8.  | 11. Oktober 2015   | Tokio                | Hartplatz     | Marcelo Melo      | Juan Sebastián Cabal Robert Farah            | 7:65, 3:6, [10:7] |
| 9.  | 18. Oktober 2015   | Shanghai             | Hartplatz     | Marcelo Melo      | Simone Bolelli Fabio Fognini                 | 6:3, 6:3          |
| 10. | 19. Juni 2016      | Halle (2)            | Rasen         | Rajeev Ram        | Łukasz Kubot Alexander Peya                  | 7:65, 6:2         |
| 11. | 2. Oktober 2016    | Chengdu              | Hartplatz     | Rajeev Ram        | Pablo Carreño Busta Mariusz Fyrstenberg      | 7:62, 7:5         |
| 12. | 26. Februar 2017   | Delray Beach         | Hartplatz     | Rajeev Ram        | Treat Huey Maks Mirny                        | 7:5, 7:5          |
| 13. | 19. März 2017      | Indian Wells         | Hartplatz     | Rajeev Ram        | Łukasz Kubot Marcelo Melo                    | 6:71, 6:4, [10:8] |
| 14. | 25. Februar 2018   | Marseille            | Hartplatz (i) | Michael Venus     | Marcus Daniell Dominic Inglot                | 6:72, 6:3, [10:4] |
| 15. | 23. Juni 2019      | Halle (3)            | Rasen         | Michael Venus     | Łukasz Kubot Marcelo Melo                    | 4:6, 6:3, [10:4]  |
| 16. | 4. August 2019     | Washington, D.C. (1) | Hartplatz     | Michael Venus     | Jean-Julien Rojer Horia Tecău                | 3:6, 6:3, [10:2]  |
| 17. | 25. Oktober 2020   | Köln                 | Hartplatz (i) | Ben McLachlan     | Kevin Krawietz Andreas Mies                  | 6:2, 6:4          |
| 18. | 8. August 2021     | Washington, D.C. (2) | Hartplatz     | Ben McLachlan     | Neal Skupski Michael Venus                   | 7:64, 6:4         |
| 19. | 2. Oktober 2022    | Seoul                | Hartplatz     | Nathaniel Lammons | Nicolás Barrientos Miguel Ángel Reyes Varela | 6:1, 7:5          |

##### ATP Challenger Tour
| Nr. | Datum             | Turnier       | Belag         | Partner            | Finalgegner                           | Ergebnis           |
| --- | ----------------- | ------------- | ------------- | ------------------ | ------------------------------------- | ------------------ |
| 1.  | 23. Mai 2004      | Fargʻona (1)  | Hartplatz     | Jean-Julien Rojer  | Harsh Mankad Aisam-ul-Haq Qureshi     | 6:3, 6:1           |
| 2.  | 25. Juli 2010     | Lexington     | Hartplatz     | Izak van der Merwe | Kaden Hensel Adam Hubble              | 5:7, 6:4, [10:6]   |
| 3.  | 20. November 2010 | Champaign     | Hartplatz (i) | Izak van der Merwe | Ryler DeHeart Pierre-Ludovic Duclos   | 4:6, 7:612, [10:4] |
| 4.  | 22. Mai 2011      | Fargʻona (2)  | Hartplatz     | John Paul Fruttero | Im Kyu-tae Danai Udomchoke            | 6:0, 6:3           |
| 5.  | 18. März 2012     | Pingguo       | Hartplatz     | John Paul Fruttero | Colin Ebelthite Sam Groth             | 6:2, 6:4           |
| 6.  | 29. April 2012    | Kaohsiung     | Hartplatz     | John Paul Fruttero | Daniel King-Turner Frederik Nielsen   | 6:76, 7:5, [10:8]  |
| 7.  | 20. Mai 2012      | Fargʻona (3)  | Hartplatz     | Izak van der Merwe | Sanchai Ratiwatana Sonchat Ratiwatana | 6:3, 6:4           |
| 8.  | 4. November 2012  | Genf          | Hartplatz (i) | Johan Brunström    | Philipp Marx Florin Mergea            | 7:62, 6:75, [10:5] |
| 9.  | 26. Januar 2013   | Heilbronn     | Hartplatz (i) | Johan Brunström    | Jordan Kerr Andreas Siljeström        | 6:3, 0:6, [12:10]  |
| 10. | 16. Februar 2013  | Quimper       | Hartplatz (i) | Johan Brunström    | Jamie Delgado Ken Skupski             | 3:6, 6:2, [10:3]   |
| 11. | 20. Februar 2021  | Potchefstroom | Hartplatz     | Ruan Roelofse      | Julien Cagnina Zdeněk Kolář           | 6:4, 6:4           |

#### Finalteilnahmen
| Nr. | Datum             | Turnier              | Belag         | Partner         | Finalgegner                         | Ergebnis                 |
| --- | ----------------- | -------------------- | ------------- | --------------- | ----------------------------------- | ------------------------ |
| 1.  | 10. Februar 2013  | Montpellier          | Hartplatz (i) | Johan Brunström | Marc Gicquel Michaël Llodra         | 3:6, 6:3, [9:11]         |
| 2.  | 25. Januar 2014   | Australian Open      | Hartplatz     | Eric Butorac    | Robert Lindstedt Łukasz Kubot       | 3:6, 3:6                 |
| 3.  | 11. Januar 2015   | Chennai              | Hartplatz     | Leander Paes    | Lu Yen-hsun Jonathan Marray         | 3:6, 6:74                |
| 4.  | 22. Februar 2015  | Delray Beach         | Hartplatz     | Leander Paes    | Bob Bryan Mike Bryan                | 3:6, 6:3, [6:10]         |
| 5.  | 23. Mai 2015      | Genf (1)             | Sand          | Lu Yen-hsun     | Juan Sebastián Cabal Robert Farah   | 5:7, 6:4, [7:10]         |
| 6.  | 4. Oktober 2015   | Kuala Lumpur         | Hartplatz (i) | Rajeev Ram      | Treat Huey Henri Kontinen           | 6:74, 2:6                |
| 7.  | 2. April 2016     | Miami                | Hartplatz     | Rajeev Ram      | Pierre-Hugues Herbert Nicolas Mahut | 7:5, 1:6, [7:10]         |
| 8.  | 21. Mai 2016      | Genf (2)             | Sand          | Rajeev Ram      | Steve Johnson Sam Querrey           | 4:6, 1:6                 |
| 9.  | 11. Juni 2016     | ’s-Hertogenbosch (1) | Rasen         | Dominic Inglot  | Mate Pavić Michael Venus            | 6:3, 3:6, [9:11]         |
| 10. | 9. Oktober 2016   | Tokio (1)            | Hartplatz     | Rajeev Ram      | Marcel Granollers Marcin Matkowski  | 2:6, 6:74                |
| 11. | 20. November 2016 | London (1)           | Hartplatz (i) | Rajeev Ram      | Henri Kontinen John Peers           | 6:2, 1:6, [8:10]         |
| 12. | 17. Juni 2017     | ’s-Hertogenbosch (2) | Rasen         | Rajeev Ram      | Łukasz Kubot Marcelo Melo           | 3:6, 4:6                 |
| 13. | 16. Juni 2018     | ’s-Hertogenbosch (3) | Rasen         | Michael Venus   | Franko Škugor Dominic Inglot        | 6:73, 5:7                |
| 14. | 14. Juli 2018     | Wimbledon            | Rasen         | Michael Venus   | Mike Bryan Jack Sock                | 3:6, 7:67, 3:6, 7:5, 5:7 |
| 15. | 12. August 2018   | Toronto              | Hartplatz     | Michael Venus   | Henri Kontinen John Peers           | 2:6, 7:67, [6:10]        |
| 16. | 7. Oktober 2018   | Tokio (2)            | Hartplatz     | Michael Venus   | Ben McLachlan Jan-Lennard Struff    | 4:6, 5:7                 |
| 17. | 12. Januar 2019   | Auckland             | Hartplatz     | Michael Venus   | Ben McLachlan Jan-Lennard Struff    | 6:3, 6:4                 |
| 18. | 19. Mai 2019      | Rom                  | Sand          | Michael Venus   | Juan Sebastián Cabal Robert Farah   | 1:6, 3:6                 |
| 19. | 17. November 2019 | London (2)           | Hartplatz (i) | Michael Venus   | Pierre-Hugues Herbert Nicolas Mahut | 3:6, 4:6                 |
| 20. | 29. Februar 2020  | Dubai                | Hartplatz     | Oliver Marach   | John Peers Michael Venus            | 3:6, 2:6                 |
| 21. | 20. Februar 2022  | Marseille            | Hartplatz (i) | Ben McLachlan   | Denys Moltschanow Andrei Rubljow    | 6:4, 5:7, [7:10]         |
| 22. | 17. Juli 2022     | Newport              | Rasen         | Marcelo Melo    | William Blumberg Steve Johnson      | 4:6, 5:7                 |
| 23. | 6. August 2022    | Los Cabos            | Hartplatz     | Marcelo Melo    | William Blumberg Miomir Kecmanović  | 0:6, 1:6                 |

## Abschneiden bei Grand-Slam-Turnieren

### Doppel
| Turnier         | 2012 | 2013 | 2014 | 2015 | 2016 | 2017 | 2018 | 2019 | 2020 | 2021 | 2022 | 2023 | Karriere |
| --------------- | ---- | ---- | ---- | ---- | ---- | ---- | ---- | ---- | ---- | ---- | ---- | ---- | -------- |
| Australian Open | —    | —    | F    | 2    | VF   | 2    | 1    | VF   | 2    | —    | AF   | AF   | F        |
| French Open     | 1    | 1    | 2    | 1    | 2    | 2    | AF   | 1    | 1    | 2    | 2    | 1    | AF       |
| Wimbledon       | —    | 1    | AF   | 2    | HF   | AF   | F    | HF   |      | VF   | 2    |      | F        |
| US Open         | AF   | 1    | VF   | AF   | 2    | 1    | 2    | 2    | 1    | 2    | 2    |      | VF       |

### Mixed
| Turnier         | 2013 | 2014 | 2015 | 2016 | 2017 | 2018 | 2019 | 2020 | 2021 | Karriere |
| --------------- | ---- | ---- | ---- | ---- | ---- | ---- | ---- | ---- | ---- | -------- |
| Australian Open | —    | 1    | 1    | 1    | VF   | —    | —    | —    | —    | VF       |
| French Open     | —    | AF   | 1    | 1    | AF   | —    | —    |      | —    | AF       |
| Wimbledon       | 1    | 1    | AF   | 2    | 2    | —    | —    |      | AF   | AF       |
| US Open         | —    | AF   | AF   | —    | —    | —    | —    |      | —    | AF       |